# 何家駒
何家駒（英語：William Ho Ka Kui，1951年3月14日—2015年1月27日），香港男演員。

## 生平
何家駒出生於九龍寨城，在學期間讀書成績不錯，以英文科表現較佳。加入娛樂圈前任職警務人員。亦曾在星報報社任職高級編輯和辦過一份中文報紙。及後獲遨加入繽繽電影公司當總製片。入行後又於1980年代與陳浩德、張國忠及周潤發合組影舞者製作公司，同期當上珠城電影公司的製片總經理和編劇。當林嶺東從加拿大回流香港時，周潤發介紹他認識何家駒。而林執導《監獄風雲》期間，便邀請何參演其中。何曾在香港電影中演出不少坏角色，其代表作品包括《監獄風雲》、《龍之家族》、《替天行道之殺兄》等。他與成奎安、黃光亮和李兆基合稱「香港影圈四大惡人」，其本人則被稱為「香港演藝圈惡人之首」。
另外，何家駒亦曾為報業老闆，參與過電影幕後工作，並曾任劉德華、周潤發等藝人之經紀人。1988年，何家駒憑《監獄風雲》獲提名競逐第7屆香港電影金像獎「最佳男配角」。後於2000年之後北上中國大陸發展，以登台商業演出為其收入來源。
何家駒於2015年1月27日凌晨四時五十三分在香港伊利沙伯醫院因器官衰竭病逝，享壽63歲。據悉，何家駒病歿之前被發現有肺積水症狀，之後症狀惡化成肺炎，但他仍抱病繼續拍戲，後來遭遇車禍，依然未有接受適當的治療，直至送入醫院急救時，肺炎症狀已經併發為器官衰竭。

## 個人生活
據何家駒演藝圈內的好友吳志雄表示，何家駒一生無兒無女，也沒有親人。而另一名好友曹查理在何家駒身故後到其位於東莞的寓所執拾遺物兼打點後事。他表示何氏賺錢快但花錢亦快，所以有些存摺只有數百元。

## 參演電影
| 年份 | 名稱                         | 角色         | 備註                                    |
| ---- | ---------------------------- | ------------ | --------------------------------------- |
| 1977 | 狐蝠                         |              | 客串，本片副導演                        |
| 1987 | 監獄風雲                     | 龍國咪(大咪) | 獲提名第7屆香港電影金像獎「最佳男配角」 |
| 1988 | 精裝追女仔2                  | 大咪         | 客串                                    |
| 1988 | 霹靂先鋒                     | 縮骨         |                                         |
| 1988 | 學校風雲                     | Happy        |                                         |
| 1988 | 肥貓流浪記                   | 何幫辦       |                                         |
| 1988 | 龍之家族                     | 家駒         |                                         |
| 1989 | 轟天龍虎會                   | 阿范         | 客串                                    |
| 1990 | 獄中龍                       | 馬超         |                                         |
| 1991 | 五億探長雷洛傳               |              |                                         |
| 1991 | 四大家族之龍虎兄弟           | 金牙駒       |                                         |
| 1991 | 黄飛鴻之二男兒當自强         | 客棧老闆     |                                         |
| 1992 | 力王                         | 典獄長       |                                         |
| 1992 | 志在出位                     | 大佬棠       |                                         |
| 1992 | 英雄地之小刀會               | 黎志英       |                                         |
| 1993 | 至尊三十六計之偷天換日       | 囚犯李咪     |                                         |
| 1993 | 一九四九之劫後英雄傳         | 鬼王鷹       |                                         |
| 1993 | 替天行道之殺兄               | 黃冠華       |                                         |
| 1993 | 滅門慘案之孽殺               | 麥泉         |                                         |
| 1993 | 天若有情II之天長地久         | 洪駒         |                                         |
| 1993 | 香港奇案之吸血貴利王         | 墨鏡文       |                                         |
| 1993 | 歲月風雲之上海皇帝           | 畢樹政       |                                         |
| 1994 | 人肉臘腸                     | 組長         |                                         |
| 1994 | 醉拳III                      | 袁世凱       |                                         |
| 1994 | 滅門慘案II借種               | 洪震         |                                         |
| 1994 | 醉生夢死之灣仔之虎           | 喪彪         |                                         |
| 1994 | 奸人世家                     | 警察         |                                         |
| 1994 | 喂，搵邊位？                 | 黃炳         |                                         |
| 1995 | 大冒險家                     | 布波爾將軍   |                                         |
| 1995 | 慈雲山十三太保               |              |                                         |
| 1995 | 花月佳期                     | 閻羅王       |                                         |
| 1995 | 金玉滿堂                     | 泉叔         |                                         |
| 1996 | 絕地蒼狼                     | 馮仕珍       |                                         |
| 1996 | 深圳公路搶車劫殺之六魔女     | 遇害司機     |                                         |
| 2000 | 黑獄斷腸歌2之無期徒刑        | 鬼乸奇       |                                         |
| 2000 | 僱傭兵                       | 村長         |                                         |
| 2002 | 新人肉叉燒包                 | 鄭忠         |                                         |
| 2004 | 監獄風雲之女逃犯             | 高天明       |                                         |
| 2015 | 壹獄壹世界：高登闊少踎監日記 | 大咪         | 客串、復出作與遺作                      |

## 外部連結
- 何家駒揭周潤發“老底”:最初月收入不到兩千
- 走近何家驹，跌宕起伏的人生 （页面存档备份，存于）
- 港片四大惡人之首 何家駒 巴哈姆特 （页面存档备份，存于）
- 何家駒在香港影庫上的簡介